# نوک‌شاخ پالاوان
 نوک‌شاخ پالاوان (نام علمی: Anthracoceros marchei) نام یک گونه از تیره نوک‌شاخ است.